# Hogna irascibilis
Hogna irascibilis este o specie de păianjeni din genul Hogna, familia Lycosidae. A fost descrisă pentru prima dată de O. P.-cambridge, 1885.
Este endemică în Turkmenistan. Conform Catalogue of Life specia Hogna irascibilis nu are subspecii cunoscute.